# Saint-André-de-Messei
Saint-André-de-Messei ist eine französische Gemeinde mit 522 Einwohnern (Stand: 1. Januar 2022) im Département Orne in der Region Normandie. Sie gehört zum Arrondissement Argentan und zum Kanton La Ferté-Macé. Die Einwohner werden Messendréens genannt.

## Geografie
Die Gemeinde Saint-André-de-Messei liegt an der oberen Varenne, sechs Kilometer südlich von Flers und etwa 35 Kilometer westsüdwestlich von Argentan. Umgeben wird Saint-André-de-Messei von den Nachbargemeinden Messei im Nordwesten und Norden, Échalou im Nordosten, Saires-la-Verrerie im Osten, La Ferrière-aux-Étangs im Süden, Banvou im Südwesten sowie Le Châtellier im Südwesten und Westen.

## Bevölkerungsentwicklung
| Jahr                       | 1962 | 1968 | 1975 | 1982 | 1990 | 1999 | 2010 | 2021 |
| -------------------------- | ---- | ---- | ---- | ---- | ---- | ---- | ---- | ---- |
| Einwohner                  | 346  | 333  | 336  | 474  | 582  | 551  | 541  | 527  |
| Quellen: Cassini und INSEE |      |      |      |      |      |      |      |      |

## Sehenswürdigkeiten
- Kirche Saint-André

## Persönlichkeiten
- René Bansard (1904–1971), Archäologe und Schriftsteller